# Nguyễn Phúc Miên Bàng
Nguyễn Phúc Miên Bàng (chữ Hán: 阮福綿㝑; 5 tháng 6 năm 1838 – 19 tháng 8 năm 1902), tước phong An Xuyên vương (安川王), là một hoàng tử con vua Minh Mạng nhà Nguyễn trong lịch sử Việt Nam. Một số tài liệu viết tên của ông là Miên Phương, do đọc theo chữ Phương (方) ở dưới bộ Miên (宀).

## Tiểu sử
Hoàng tử Miên Bàng sinh ngày 13 tháng 4 nhuận (âm lịch) năm Mậu Tuất (1838), là con trai thứ 76 của vua Minh Mạng, mẹ là Ngũ giai Lệ tần Nguyễn Thị Thúy Trúc. Miên Bàng là người con thứ bảy của bà Lệ tần. Khi còn là hoàng tử, ông là người có học hạnh.
Năm Minh Mạng thứ 21 (1840), vua cho đúc các con thú bằng vàng để ban thưởng cho các hoàng thân anh em, các hoàng tử công và hoàng tử chưa được phong tước. Hoàng tử Miên Bàng được ban cho một con rái cá bằng vàng nặng 3 lạng 6 đồng cân.
Năm Tự Đức thứ 11 (1858), ông được phong làm An Xuyên Quận công (安川郡公). Năm 1885, triều vua Đồng Khánh, ông được gia phong làm Xuyên Quốc công (川國公), cho giữ chức Hữu tôn nhân ở Tôn nhân phủ.
Năm Thành Thái thứ 4 (1892), quốc công Miên Bàng phái lính hầu đốn gỗ, làm 2 người chết. Bộ Binh tham hặc giao cho triều thần bàn nghị. Bộ Hình xin chiếu luật xử quốc công sung quân cấm cố. Vua giáng ông xuống tước Quận công, bãi chức Hữu tôn nhân, không cho tham dự triều chính. Tháng 8 (âm lịch) năm sau, vì ông biết hối cải nên vua cho phục tước Quốc công.
Năm thứ 8 (1896), vua Thành Thái tiếp tục gia phong cho ông làm An Xuyên công (安川公). Năm sau (1897), ông được cho kiêm nhiếp chức vụ Tả tôn nhân. Năm 1898, ông được tấn phong làm An Xuyên Quận vương (安川郡王).
Năm Nhâm Dần (1902), ngày 16 tháng 7 (âm lịch), quận vương Miên Bàng mất, thọ 65 tuổi, thụy là Đoan Cung (端恭) (dựa theo bia mộ của ông). Cũng trong năm đó, ông được truy phong làm An Xuyên vương (安川王). Mộ của ông được táng tại Thanh Thủy Thượng (Hương Thủy, Thừa Thiên - Huế), còn phủ thờ dựng ở Dương Xuân (thuộc Hương Trà, Huế).
Thân vương Miên Bàng có chín con trai và sáu con gái. Ông được ban cho bộ chữ Bì (皮) để đặt tên cho các con cháu trong phòng.